# Porte Dauphine (Métro Paris)

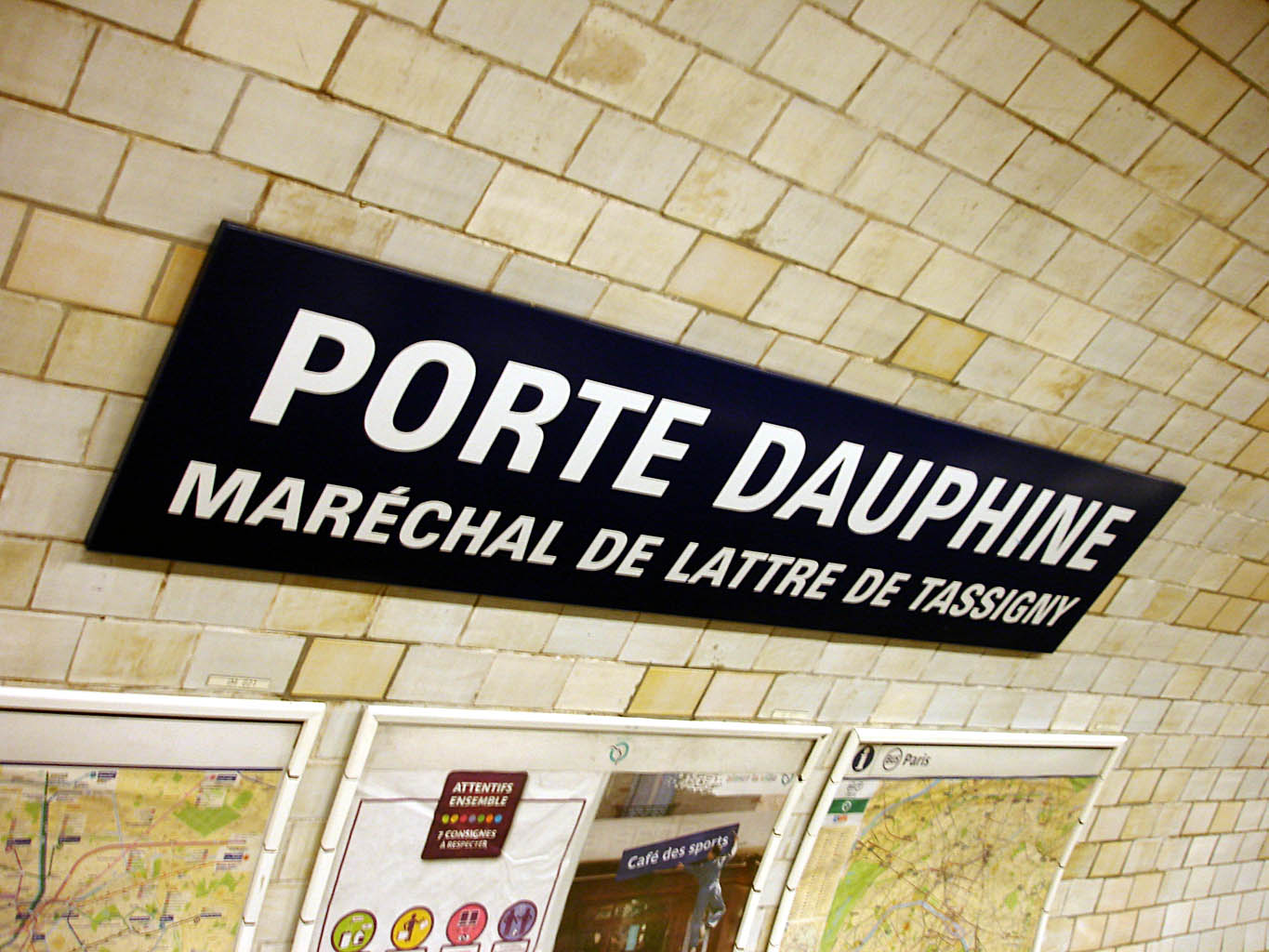
Stationsschild und originale Fliesen

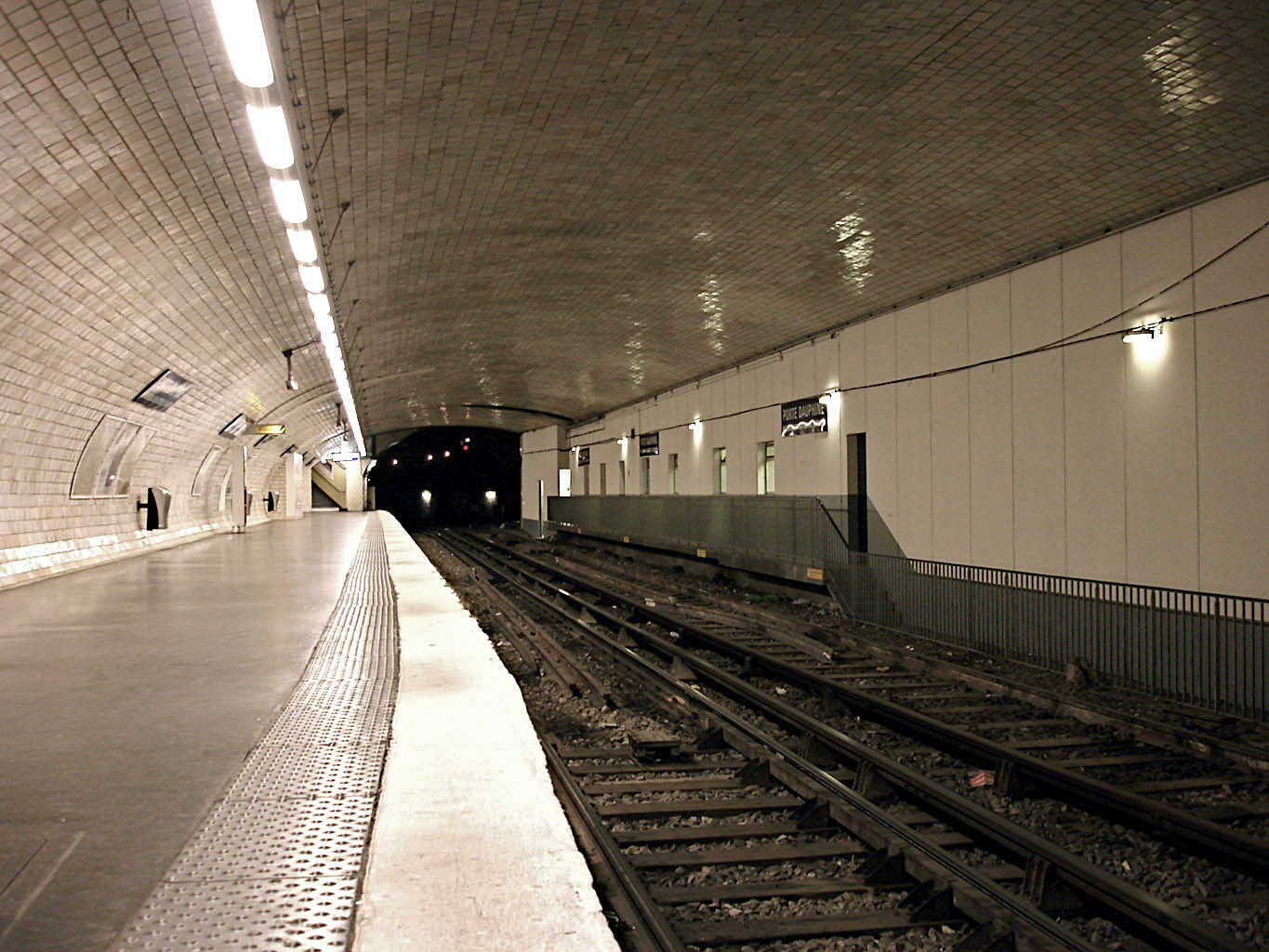
Ankunftstation mit Seitenbahnsteig und Abstellgleis

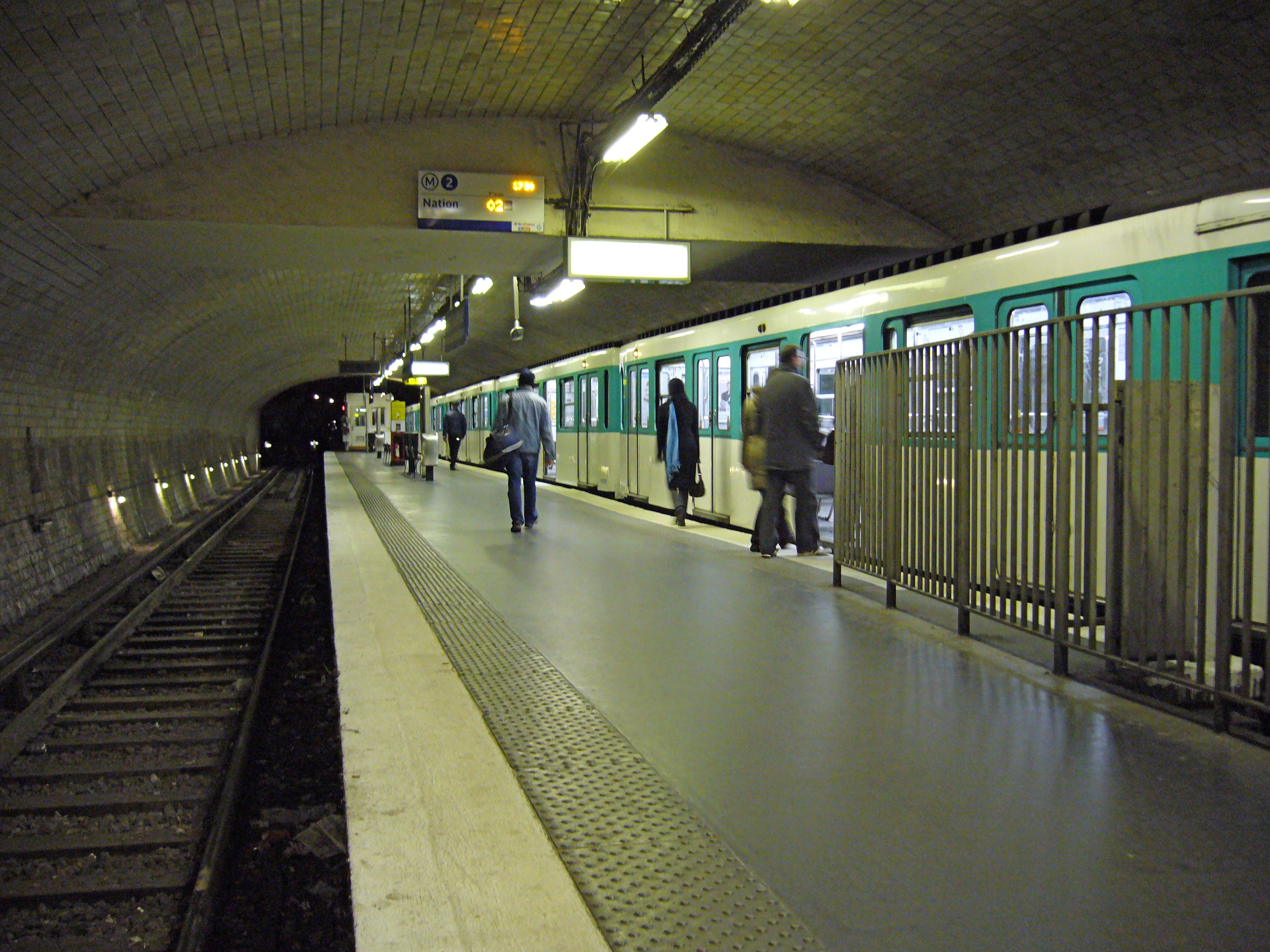
Abfahrtstation mit einem Zug der Baureihe MF 67, links das Stumpfgleis, 2008

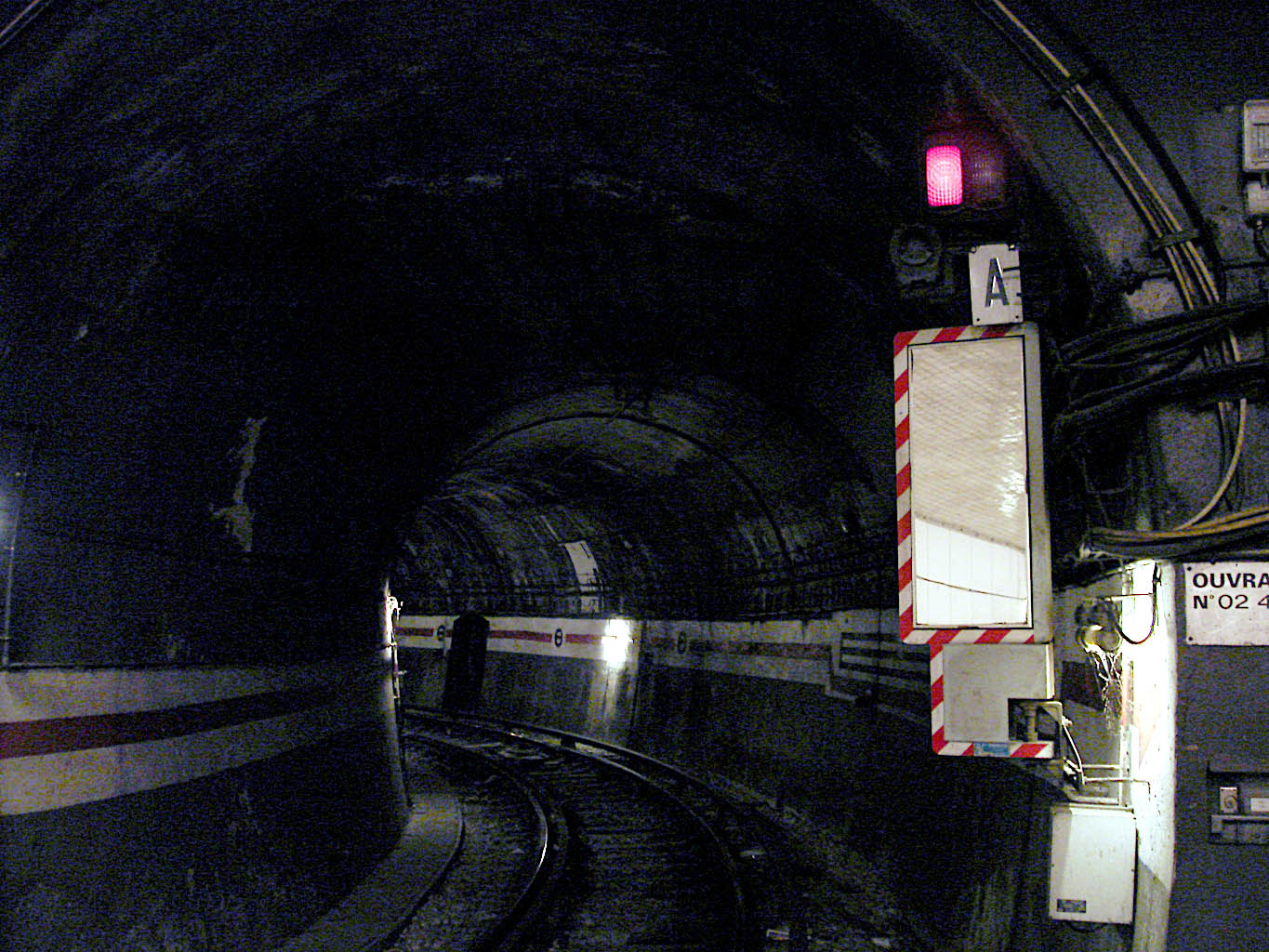
Blick vom Ankunftbahnsteig in die Endschleife

Porte Dauphine [pɔʁt(ə) dofin] ist der westliche Endbahnhof der Linie 2 der Pariser Métro. Am nahe gelegenen Bahnhof Avenue Foch besteht die Umsteigemöglichkeit zur Linie RER C des S-Bahn-ähnlichen Réseau Express Régional.

## Lage
Der U-Bahnhof befindet sich im Quartier de la Porte-Dauphine des 16. Arrondissements von Paris. Er liegt unterhalb der Avenue Foch an deren westlichem Ende.

## Name
Namengebend ist die Porte Dauphine, ein ehemaliges Tor am Ende des Fasanengartens „Belle Faisanderie“ von Marie-Antoinette. Durch ihre Heirat mit dem französischen Thronfolger und späteren König Ludwig XVI. war jene 1770 zunächst zur Dauphine (Gattin des Thronerben) geworden.
Der Bahnhof trägt den Namenszusatz „Maréchal de Lattre de Tassigny“. Jean de Lattre de Tassigny befreite im Zweiten Weltkrieg als Kommandant der 1. französischen Armee Südostfrankreich und eroberte anschließend Teile Südwestdeutschlands. Der Ehrentitel Marschall von Frankreich wurde ihm 1952 postum verliehen.

## Geschichte und Beschreibung
Der U-Bahnhof wurde am 13. Dezember 1900 in Betrieb genommen, als der erste Abschnitt der Linie 2 von Porte Dauphine nach Étoile (seit 1970: Charles de Gaulle – Étoile) eröffnet wurde.
Er besteht aus zwei 75 m langen, voneinander getrennten Stationen, die an den Schenkeln einer Endschleife liegen. Die Ankunftstation hat einen Seitenbahnsteig nördlich des Streckengleises, das kurz vorher mit etwa 20° aus der Streckenachse auszweigt. Neben dem Streckengleis liegt ein Abstellgleis, das in das Abfahrtgleis mündet und am westlichen Stationskopf stumpf endet.
Zur Abfahrtstation, die in der Streckenachse liegt, führt eine eingleisige Kurve mit einem Radius von nur 30 m, über die die Züge kehren. Sie wird gegen den Uhrzeigersinn durchfahren. Die Station weist einen Mittelbahnsteig auf, dessen nördliches Gleis ebenfalls ein Stumpfgleis ist. Anschließend treffen sich die Streckengleise wieder im gemeinsamen Tunnel, wo ein einfacher Gleiswechsel ankommenden Zügen auch das direkte Anfahren des Abfahrtbahnsteigs ermöglicht.
Für die Stationen wurde dicht unterhalb der Straßendecke bergmännisch je ein Gewölbe errichtet. Für beide Stationen, die noch die originalen Fliesen aus dem Jahr 1900 tragen, existiert nur ein einziger gemeinsamer Zugang. Das in Jugendstil - Deko von Hector Guimard gestaltete Zugangsbauwerk ist das vorletzte erhaltene seiner Art und das einzige, das noch an der ursprünglichen Stelle steht.
Als sich Frankreich im Zweiten Weltkrieg unter deutscher Besatzung befand, organisierte sich die Résistance. Am 10. September 1941 wurde in der Métro-Station ein Deutscher, ein gewisser Danecke, von ihren Kämpfern angegriffen und leicht verletzt. In Vergeltung erschossen die Deutschen Geiseln, darunter mehrere Juden.

## Fahrzeuge
Bis Oktober 1902 verkehrten auf der Strecke zweiachsige Triebwagen mit Holzaufbauten. Anders als die der Linie 1 wiesen sie zwei Führstände auf, da sie an der provisorischen Kuppelendstelle Ètoile an das andere Zugende umgesetzt werden mussten. Zunächst wurden zwei Beiwagen mitgeführt. Nach der Verlängerung der Strecke bis Anvers am 7. Oktober 1902 wurden Züge aus sechs Beiwagen und einem Triebwagen an jedem Zugende gebildet.
Von 1914 bis 1981 wurde die Linie 2 von fünfteiligen, grün lackierten Zügen der Bauart Sprague-Thomson befahren. Da sie mittelfristig nicht auf gummibereifte Fahrzeuge umgestellt werden sollte, kam ab 1979 die Baureihe MF 67 auf die Strecke, die ihre Vorgänger innerhalb von zwei Jahren vollständig ablöste. Seit 2008 kommen Serienfahrzeuge der Baureihe MF 01, seit 2011 ausschließlich, zum Einsatz.